# 리 초대수 표현
리 초대수 이론에서, 리 초대수의 표현(表現, 영어: representation)은 어떤 리 초대수의 원소들을 초행렬들로 나타내는 것이다.:§§32–40, §60 추상적으로, 이는 리 초대수에서, 어떤 초벡터 공간 위의 선형 초대수로 가는 리 초대수 준동형이다.

## 정의
체 {\displaystyle K} 위의 유한 차원 초벡터 공간 {\displaystyle V=V_{0}\oplus V_{1}} 위의 선형 초대수(영어: linear superalgebra) {\displaystyle {\mathfrak {gl}}(V;K)}를 생각하자. 이는 모든 초행렬
{\displaystyle M\colon V\to V}
들로 구성되는 리 초대수이다. 그 보손 성분은
{\displaystyle {\mathfrak {gl}}_{0}(V;K)={\mathfrak {gl}}(V_{0};K)\oplus {\mathfrak {gl}}(V_{1};K)}
이며, 그 페르미온 성분은
{\displaystyle {\mathfrak {gl}}_{1}(V;K)=V_{0}\otimes _{K}V_{1}\oplus V_{1}\otimes _{K}V_{0}}
이다.
체 {\displaystyle K} 위의 리 초대수 {\displaystyle {\mathfrak {g}}={\mathfrak {g}}_{0}\oplus {\mathfrak {g}}_{1}}의 표현은 어떤 초벡터 공간 {\displaystyle V} 위의 선형 초대수로 가는 {\displaystyle K}-리 초대수 준동형
{\displaystyle \rho \colon {\mathfrak {g}}\to {\mathfrak {gl}}(V)}
이다.:§32
즉, 구체적으로 이는 다음과 같은 데이터로 구성된다.
- 리 대수의 표현 {\displaystyle \rho _{00}\colon {\mathfrak {g}}_{0}\to {\mathfrak {gl}}(V_{0};K)}
- 리 대수의 표현 {\displaystyle \rho _{11}\colon {\mathfrak {g}}_{0}\to {\mathfrak {gl}}(V_{1};K)}
- {\displaystyle K}-선형 변환 {\displaystyle \rho _{01}\colon {\mathfrak {g}}_{1}\to V_{0}\otimes V_{1}}
- {\displaystyle K}-선형 변환 {\displaystyle \rho _{10}\colon {\mathfrak {g}}_{1}\to V_{0}\otimes V_{1}}

이는 네 다음 조건들을 만족시켜야 한다.
- {\displaystyle \rho _{00}(\{X,Y\})=\rho _{01}(X)\rho _{10}(Y)+\rho _{01}(Y)\rho _{10}(X)\qquad (X,Y\in {\mathfrak {g}}_{1})}
- {\displaystyle \rho _{11}(\{X,Y\})=\rho _{10}(X)\rho _{01}(Y)+\rho _{10}(Y)\rho _{01}(X)\qquad (X,Y\in {\mathfrak {g}}_{1})}
- {\displaystyle \rho _{01}([X,Y])=\rho _{00}(X)\rho _{01}(Y)-\rho _{01}(Y)\rho _{11}(X)\qquad (X\in {\mathfrak {g}}_{0},\,Y\in {\mathfrak {g}}_{1})}
- {\displaystyle \rho _{10}([X,Y])=\rho _{11}(X)\rho _{10}(Y)-\rho _{10}(Y)\rho _{00}(X)\qquad (X\in {\mathfrak {g}}_{0},\,Y\in {\mathfrak {g}}_{1})}

({\displaystyle X,Y\in {\mathfrak {g}}_{0}}인 경우는 리 대수의 표현의 정의에 포함된다.)

## 예
임의의 리 초대수 {\displaystyle {\mathfrak {g}}} 및 초벡터 공간 {\displaystyle V}에 대하여, 값이 0인 상수 함수 {\displaystyle {\mathfrak {g}}\to {\mathfrak {gl}}(V)}는 자명하게 리 초대수의 표현을 이룬다. 이를 자명한 표현(영어: trivial representation)이라고 한다.
모든 리 초대수 {\displaystyle {\mathfrak {g}}}는 스스로 위의 표현
{\displaystyle \operatorname {ad} _{\mathfrak {g}}\colon {\mathfrak {g}}\to {\mathfrak {gl}}({\mathfrak {g}})}
{\displaystyle \operatorname {ad} _{\mathfrak {g}}(X)=[X,-\}}
을 갖는다. 이를 {\displaystyle {\mathfrak {g}}}의 딸림표현이라고 한다.:§32
리 초대수 {\displaystyle {\mathfrak {g}}}에서, 만약 {\displaystyle {\mathfrak {g}}_{1}=\{0\}}인 경우, {\displaystyle {\mathfrak {g}}}의, 초벡터 공간 {\displaystyle V=V_{0}\oplus V_{1}} 위의 표현은 단순히 {\displaystyle {\mathfrak {g}}_{0}}의 두 개의 ({\displaystyle V_{0}}과 {\displaystyle V_{1}} 위의) 표현에 불과하다.

## 같이 보기
- 등급 가군
- 리 대수의 표현

## 참고 문헌
1. 1 2 3  Frappat, L.; A. Sciarrino, P. Sorba (1996년 7월). “Dictionary on Lie superalgebras” (영어). arXiv:hep-th/9607161. Bibcode:1996hep.th....7161F.